# Crystal Clarke
Crystal Clarke (født 1993/1994) er en amerikansk skuespillerinde. Hun er bedst kendt for sine roller som Tina Argyll i BBC og Amazon Prime-miniserierne Ordeal by Innocence (2018) og Georgiana Lambe i ITV- og PBS-tilpasningen af Jane Austen-romanen Sanditon.